# وسام فرانز جوزيف
وسام فرانز جوزيف النمساوي الإمبراطوري ( (بالألمانية: Kaiserlich-Österreichischer Franz-Joseph-Orden)‏ )
أسسها الإمبراطور النمساوي فرانز جوزيف الأول في 2 ديسمبر 1849 ، في الذكرى الأولى لتوليه العرش الإمبراطوري.

## الطبقات
تم منح الأمر في الأصل في ثلاث فئات: Grand Cross و Commander's Cross و Knight's Cross. في عام 1869 ، تمت إضافة رتبة القائد بالنجمة ، والتي جاءت في مرتبة أدنى مباشرة من الصليب الكبير. تم تقديم صليب الضباط ، الذي تم تصنيفه بين القائد والفارس ، في 1 فبراير 1901.
لم يعد الأمر موجودًا كجائزة حكومية مع حل الإمبراطورية النمساوية المجرية في عام 1918. لم يتم إعادة تأسيسها مع تأسيس جمهورية النمسا . ومع ذلك ، فإنها لا تزال نشطة كترتيب سلالة من آل هابسبورغ.
| جراند كوردون | ضابط كبير (1869) | قائد | ضابط (1901) | فارس / سيدة |

## وصف
ارتدى الفرسان الزخرفة المعلقة من شريط مثلثي على الصدر الأيسر. ارتداها الضباط على الثدي الأيسر بدون شريط. ارتدى القادة الزخرفة على الرقبة ، وكذلك كان يرتدي القائد مع ستار ، الذي كان يرتدي أيضًا نجمة الصدر. كان يلبس الصليب الكبير معلقًا من الكتف ويأتي أيضًا بنجم صدر. كان الشريط من جميع فئات النظام أحمر عادي.
على غرار الجوائز النمساوية المجرية الأخرى في تلك الفترة ، تم تمييز وسام فرانز جوزيف بشكل أكبر بإضافة زخرفة الحرب والسيوف التي يمكن منحها للجدارة العسكرية. ومع ذلك ، إذا تم تكريم الجنود ، فعادة ما يكون ذلك بسبب الخدمة المتميزة على عكس الشجاعة في مواجهة العدو.

## طريقة الإرتداء

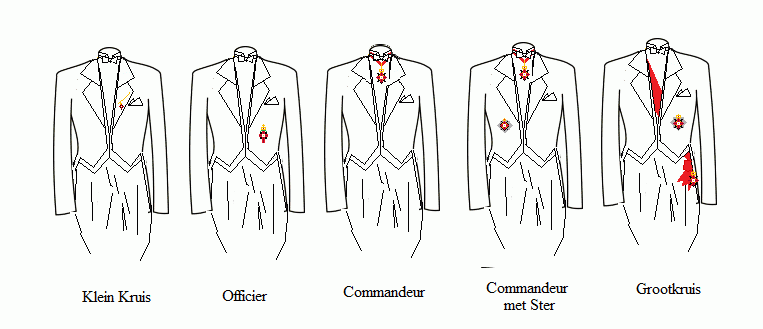
الفئات الخمس للنظام وشاراتها الخاصة

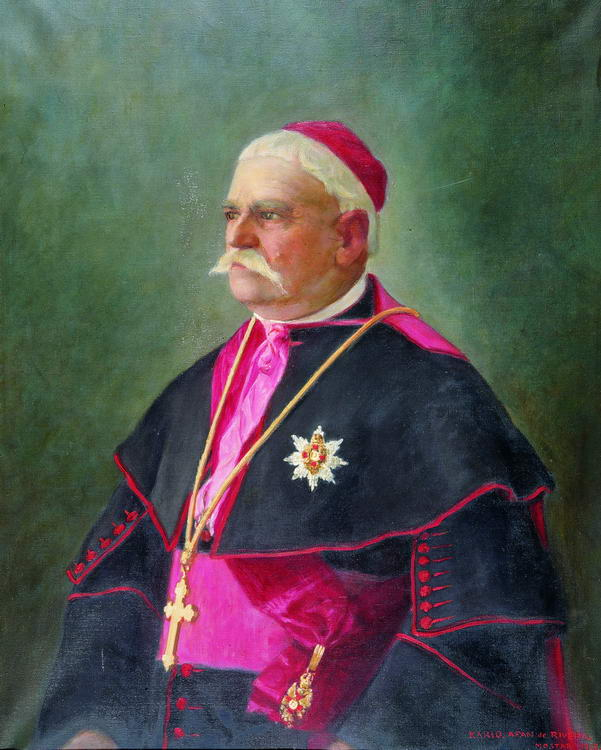
المطران باسكال بوكونيتش يرتدي وسام فرانز جوزيف مع نجمة

## المستفيدين البارزين
- زيفوين ميشيتش
- إميل بودو [1]
- بنيامين توماس براندريث جيبس
- انطون بروكنر [2]
- باسكال بوكونجيتش
- جورج ديكر ، فنان بورتريه [3]
- ابراهام سالومون كاموندو
- نزير شكالجيتش
- البارون أدريان جوفينيت
- الأمير يوليوس آيزنر فون أيزنهوف
- هانز جود [4]
- كارل فون إن دير مور
- ندر مجيدا
- جرجج فيشتا
- سلطان حسين كامل ملك مصر والسودان
- أوغست ، بارون لامبرمونت
- جان ماتيجكو
- يوهان مونزبرغ
- فيليب سارلاي
- نابليون توزت [5]
- انطون درير [6]
- انطون درير الابن [7]